# Gaoyang, Fujian
Gaoyang är en socken i sydöstra Kina. Den ligger i Shunchang härad i staden Nanping i provinsen Fujian, omkring 150 kilometer nordväst om provinshuvudstaden Fuzhou. Antalet invånare är 14 385. Befolkningen består av 6 923 kvinnor och 7 462 män. Barn under 15 år utgör 18,0 %, vuxna 15-64 år 70 %, och äldre över 65 år 11,0 %.